# Ketapang (Kalimantan)
Pour les articles homonymes, voir Ketapang.
Ketapang est une ville d'Indonésie dans la province de Kalimantan occidental dans l'île de Bornéo, située sur la côte occidentale, à l'embouchure de la rivière Pawan.
Sa population était de 474 900 habitants en 2004.
C'est le chef-lieu du kabupaten du même nom. celui-ci a une superficie de 35 809 km2.

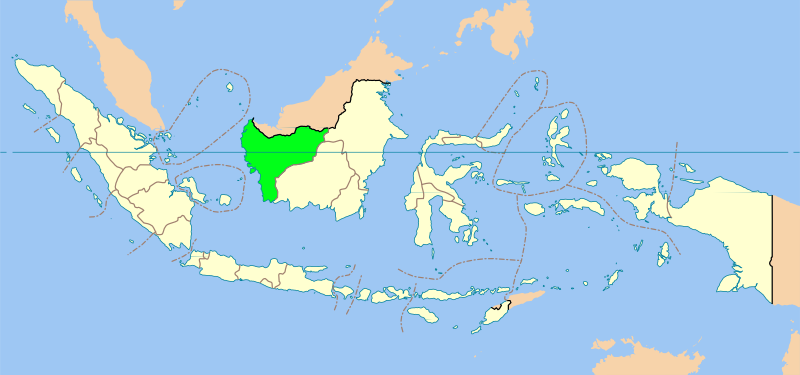
La province de Kalimantan occidental en Indonésie (en vert clair)

Le kabupaten de Ketapang dans la province de Kalimantan occidental

Elle est le siège du Diocèse de Ketapang avec la cathédrale Sainte Gemma Galgani

## Histoire
Ketapang était le siège du royaume de Tanjungpura. Ce nom est attesté dès le XIVe siècle apr. J.-C. Le Nagarakertagama le cite parmi la centaine de "contrées tributaires" du royaume de Majapahit dans l'est de l'île de Java. Il subsiste dans celui du village de Tanjungpura, dans le district de Muara Pawan ("l'embouchure de la Pawan").
Dans la commune de Mulia Kerta, dans le district de Benua Kayong, se trouvent deux cimetières. Dans celui de Keramat Tujuh, il y a une pierre tombale datée de l'an 1363 de l'ère Saka (1441 apr. J.-C.). D'autres pierres tombales sont simplement ornées de lotus. À 2 km de Keramat Tujuh, dans le cimetière de Keramat Tujuh, on trouve des pierres tombales en andésite portant des dates allant de 1418 à 1423 apr. J.-C.
Entre ces deux cimetières se trouve l'Astana Pangeran Iranata, le cimetière royal de Tanjungpura. On y a trouvé des tessons de céramique chinoise des dynasties Ming et même Qin, attestant d'échanges commerciaux anciens avec la Chine.
Des fouilles menées en 2007 on révélé une structure en briques qu'on estime datée entre les IXe et XIIe siècles, des objets en céramique ainsi que les restes d'un lingam.
Le palais de Tanjungpura aurait été ensuite déplacé à Sukadana, puis au bord de la rivière Matan. En 1637, sous le prince Muhamamad Zainudin, il aurait de nouveau été déplacé à Indralaya. Il aurait encore été déplacé dans l'actuel village de Tanjungpura et finalement à Mulia Kerta.
En 1936, à l'époque des Indes néerlandaises, Ketapang était une des afdeling (section)  constituant la Residentie Wester Afdeling van Borneo ("résidence de la section occidentale de Bornéo), dont le chef-lieu était Pontianak. Ketapang était alors divisée en 3 onder afdeling ("sous-sections") :
- Matan Hilir, dont le chef-lieu était Ketapang,
- Matan Hulu, dont le chef-lieu était Nanga Tayap,
- Sukadana, dont le chef-lieu était Sukadana.

Chaque onder afdeling était administrée par un wedana et était à son tour divisée en onder district ("sous-districts").
L'Indonésie proclame son indépendance en 1945. Celle-ci n'est pas reconnue par l'ancienne puissance coloniale, qui met en place une Nederlandsch Indië Civil Administratie ou NICA. La NICA est dissoute avec le transfert formel de souveraineté du royaume des Pays-Bas à une République des États-Unis d'Indonésie en 1949.
En 1956, Ketapang obtient le statut de kabupaten au sein de la région autonome de Kalimantan occidental.

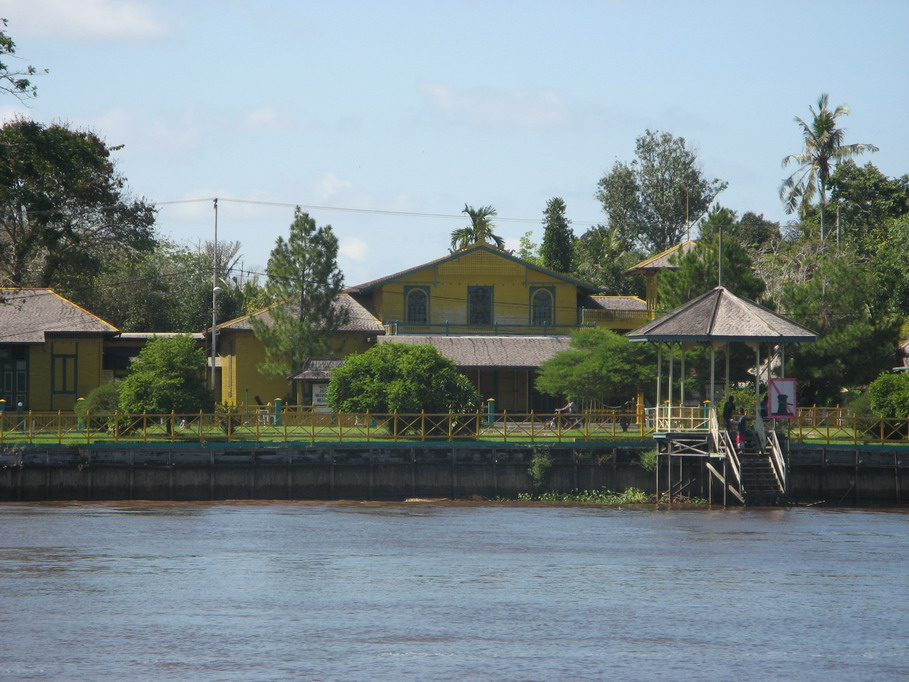
Le palais Saunan, aujourd'hui un musée

## Les principautés
À l'époque coloniale, le kabupaten de Ketapang regroupait 3 principautés :
- Matan, divisé en onder afdeling de Matan Hilir et de Matan Hulu,
- Simpang, divisé en onder district de Simpang Hilir et de Simpang Hulu dans l' onder afdeling de Sukadana,
- Sukadana, constituant l' onder district du même nom.

Les souverains de ces principautés portaient le titre de Panembahan ("prince").

### Matan
- 1837 : fondation de la principauté
- 1837 - 1845 : Anom Kusuma Negara
- 1845 - 1908 : Muhammad Cabaran
- 1908 - ? : Gusti Mas Saunan, enlevé par les Japonais en 1943

### Simpang
- Vers 1800 : fondation
- Vers 1800 - 18.. : Kusumaningrat I
- 18.. - 1845 : Surianingrat I
- 1845 - 1872 : Kusumaningrat II
- 1872 - 1911 : Surianingrat II
- 1911 - 19.. : Anom Kusumaningrat III
- Gusti Mesir

## Économie
Les principales activités sont la production d'huile de palme, de caoutchouc et de bois. 

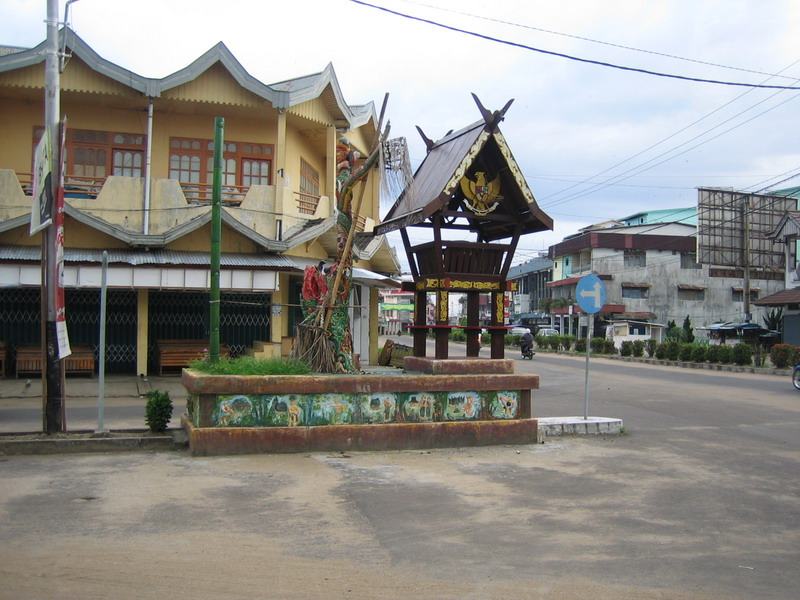
Ketapang et le Tugu Tolak Bala.

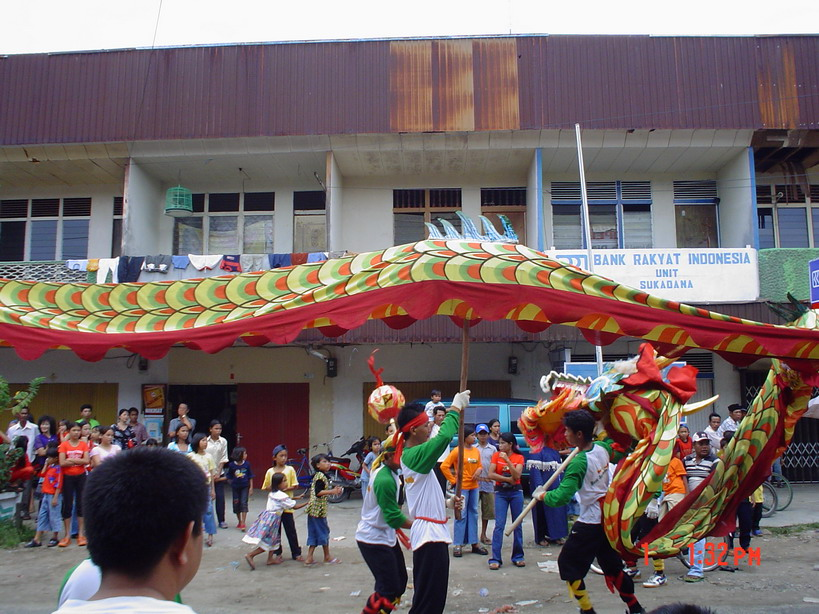
Danse du dragon à Sukadana.

## Population
Les principaux groupes sont les Malais, les Dayaks et les Chinois. Les Chinois sont en majorité d'origine Teochew, avec une minorité de Hakka. Il y a aussi des Madurais et des Javanais.

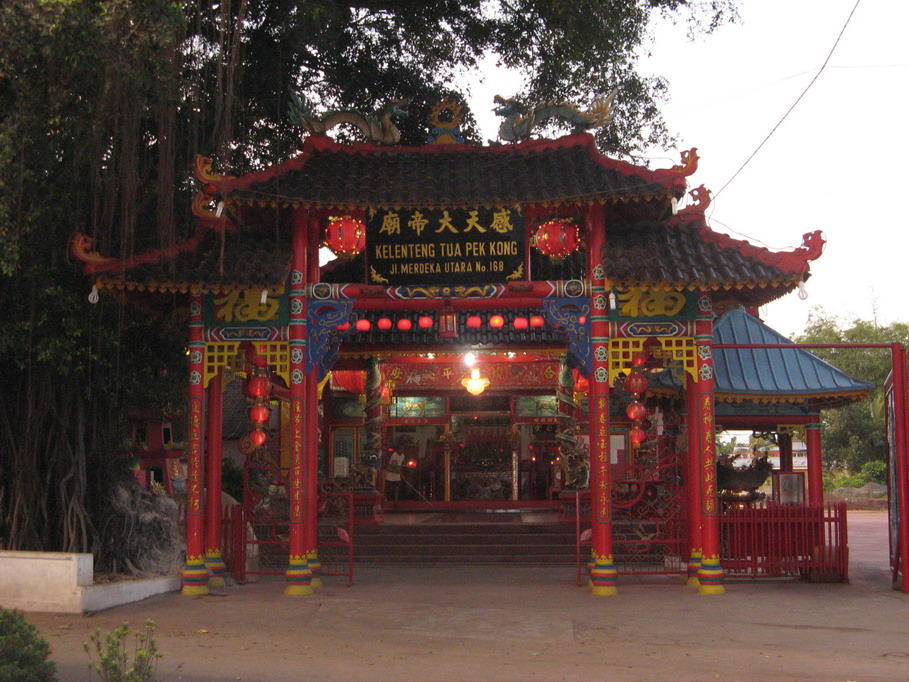
Le temple chinois Tua Pek Kong

## Transport
Ketapang possède un aéroport. La ville est reliée à Pontianak et Pangkalan Bun à Kalimantan, et à And Semarang sur Java.
Ketapang est également reliée à Pontianak par bateau.

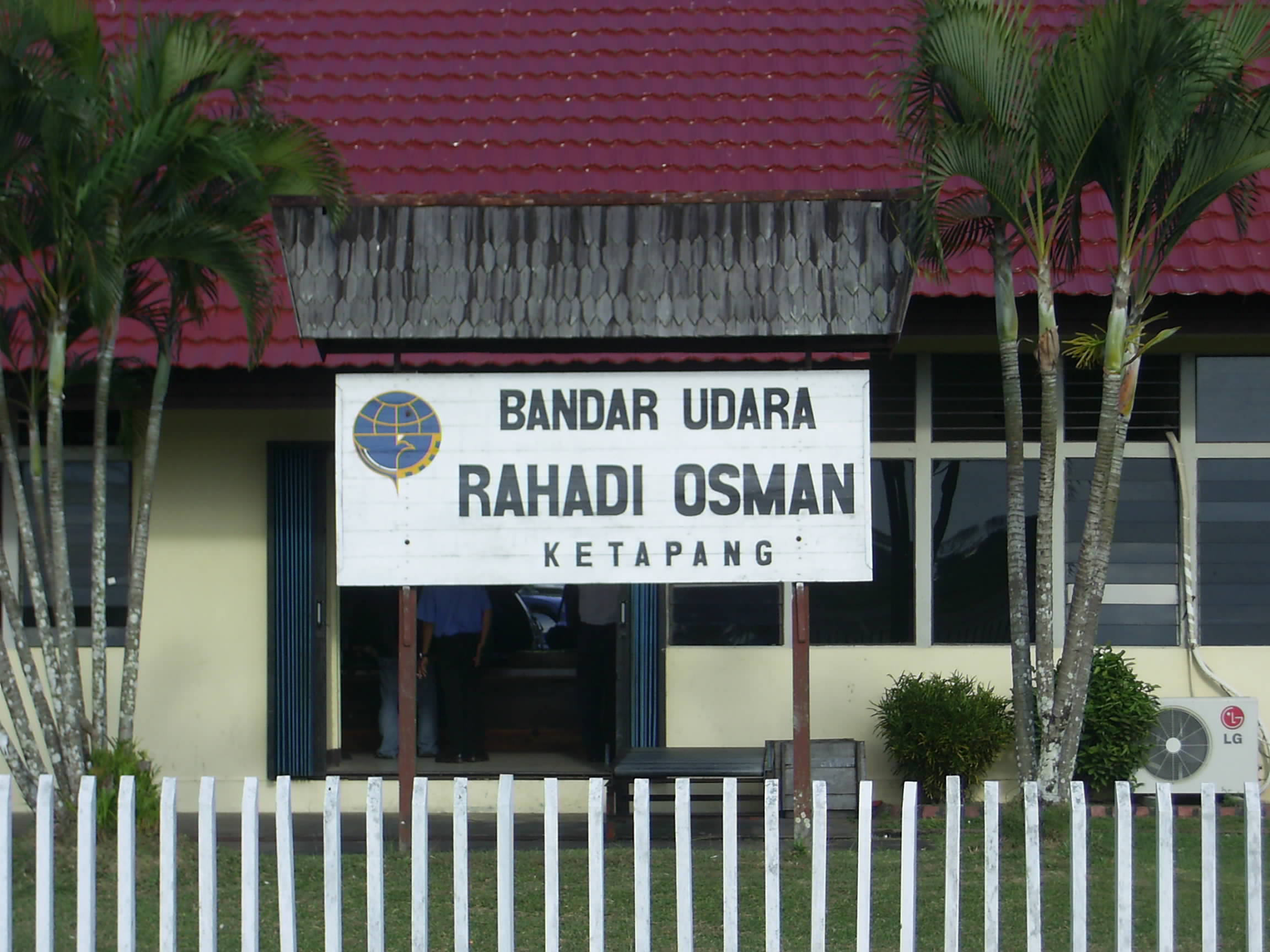
Aéroport Rahadi Osman